# Zgornji Hotič
Zgornji Hotič je naselje v Občini Litija. Leži v dolini reke Save, na njenem levem bregu, 7 km stran od Litije in 20 km stran od Ljubljane merjeno po glavni cesti. Njegova nadmorska višina znaša 285 m. Naselje sestavljata dva dela: zgornja vas, gručasti zaselek nekaj več od pol kilometra stran od Save ter Spodnja vas nižje ob glavni cesti. V Zgornji vasi stoji cerkev svete Helene in podružnična osnovna šola Hotič. V spodnji vasi pa so gostilna Kimovec, gostilna Juvan ter separacija in betonarna (PGM Hotič). Zgornji Hotič je vse bolj urbanizirano podeželsko naselje, ki beleži porast priseljevanja v zadnjem desetletju. Za priseljevanje je privlačen zaradi čistejšega zraka kot v mestu ter bližine manjšega mesta in prestolnice. V naselju skoraj ni več pravih kmetij, ampak le še polkmetije, pa tudi teh je vsakič manj. Kmetje na njih najpogosteje sejejo koruzo; v vasi je dosti koruznih polj. Vas spada v krajevno skupnost Hotič, v kateri so kraji (od zahoda proti vzhodu): Vernek, Zapodje, Jesenje, Zgornji Hotič, Bitiče, Spodnji Hotič (»prestolnica«) in Konj. Vsi kraji razen obeh Hotičev, Zgornjega in Spodnjega, imajo manj kot 100 prebivalcev. Skozi Zgornji Hotič teče nekaj potočkov, ki pa nimajo imen. Vas spada v področje pošte Litija s poštno številko 1270. Najbližja železniška postaja je v Kresnicah, 3 km proč. Ime Hotič verjetno izhaja iz besede Ketizh, iz katere se je razvil Kot ali Kotič in pozneje Hotič.